# Kepler-78b

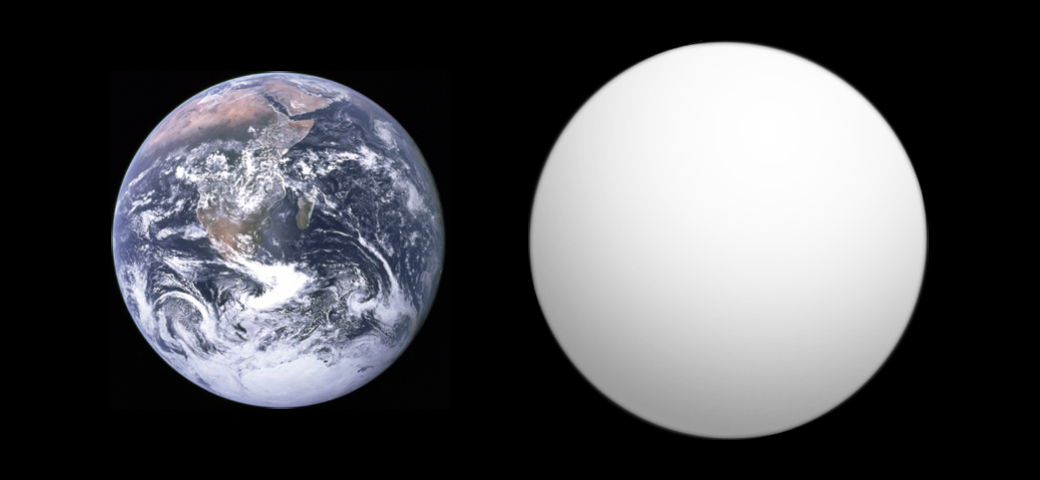
Comparação de tamanho de Kepler-78b com a Terra.

Kepler-78b (formalmente conhecido por KIC 8435766 b) é um exoplaneta que orbita ao redor da estrela Kepler-78.

## Características
KIC 8435766 b é um planeta um pouco maior do que a Terra. Orbita em torno da estrela-mãe numa órbita de 8,5 horas. Este planeta reflete entre 20% a 60% da luz estelar que recebe. Kepler 78 b, está localizado a 400 anos-luz da Terra. Seu raio orbital é de apenas cerca de três vezes o raio da estrela (cerca de 40 vezes mais próximo da sua estrela do que Mercúrio está do Sol). Estima-se que a sua superfície tenha uma temperatura de aproximadamente 2700 ºC.
De acordo com cientistas do Instituto de Tecnologia de Massachusetts (MIT), num ambiente tão quente, a camada mais superficial do Kepler 78b provavelmente está derretida, criando assim um oceano de lava gigantesco e turvo. Pela primeira vez, os cientistas conseguiram detectar a luz emitida por um exoplaneta tão pequeno quanto Kepler 78b. No futuro, se analisada por telescópios maiores, essa luz poderá dar aos cientistas informações detalhadas sobre a composição da superfície do planeta e as suas propriedades reflexivas.

## Descoberta
A descoberta ocorreu em 2013 e foi possível a partir de observações feitas pelo telescópio espacial Kepler, da agência espacial americana (Nasa). A pesquisa foi publicada no periódico científico The Astrophysical Journal.